# Sergey Brin
Sergej Michailovitsj Brin (Russisch: Сергей Михайлович Брин, transliteratie Sergej Michailovitsj Brin, Engelse schrijfwijze Sergey Brin) (Moskou, 21 augustus 1973) is een van de oprichters van Google Inc.. Met een vermogen van 115,5 miljard dollar (2024) behoort hij tot de 15 rijkste mensen ter wereld.
Brin haalde zijn BSc cum laude aan de Universiteit van Maryland. Vervolgens haalde hij zijn MSc aan de Stanford-universiteit. Daar ontmoette hij in 1995 Larry Page met wie hij de technologie achter de zoekmachine ontwierp. Samen richtten ze Google Inc. op.
Zijn onderzoeksinteresses zijn zoekmachines, informatie-extractie uit ongestructureerde data en datamining.
Op 3 december 2019 maakte Brin, en ook Page, bekend dat hij zich terugtrekt uit het bestuur van Alphabet Inc.. Page was daar bestuursvoorzitter (CEO) en Brin had de functie van president. Voor Google Inc., het meest belangrijke onderdeel van Alphabet, zal dit weinig effect hebben want bestuursvoorzitter Sundar Pichai nam al sinds medio 2015 de belangrijkste besluiten bij Google. Hij wordt nu ook de bestuursvoorzitter van Alphabet. De twee blijven lid van de raad van commissarissen van Alphabet. Het oprichtersduo heeft tot slot de meerderheid van het stemrecht in handen.

## Publiek optreden
Brin hield samen met Page een presentatie op de TED-bijeenkomst van 12 maart 2007 over hoe Google globaal in elkaar steekt, hoe het zo heeft kunnen groeien en hoe uitbreidingen tot stand komen.
Van het kostbare wetenschappelijke onderzoeksproject aan de Universiteit Maastricht dat op 5 augustus 2013 de eerste hamburger van kweekvlees opleverde, werd diezelfde dag bekendgemaakt dat Sergey Brin hiervan de financier is.